# (73643) 1978 UA5
(73643) 1978 UA5 – planetoida z pasa głównego asteroid okrążająca Słońce w ciągu 3,53 lat w średniej odległości 2,32 j.a. Odkryta 27 października 1978 roku.